# 15 février 1911
Le mercredi 15 février 1911 est le 46e jour de l'année 1911.

## Naissances
- Kimiyoshi Yasuda (mort le 26 juillet 1983), réalisateur japonais
- Toshio Yodoi (mort le 14 février 2005), sculpteur japonais
- Tsutomu Miura (mort le 27 octobre 1989), linguiste japonais

## Décès
- Theodor Escherich (né le 29 novembre 1857), pédiatre et bactériologiste allemand-autrichien